# Liste der Baudenkmäler in Hausen bei Würzburg
Auf dieser Seite sind die Baudenkmäler in der unterfränkischen Gemeinde Hausen bei Würzburg zusammengestellt. Diese Tabelle ist eine Teilliste der Liste der Baudenkmäler in Bayern. Grundlage ist die Bayerische Denkmalliste, die auf Basis des Bayerischen Denkmalschutzgesetzes vom 1. Oktober 1973 erstmals erstellt wurde und seither durch das Bayerische Landesamt für Denkmalpflege geführt wird. Die folgenden Angaben ersetzen nicht die rechtsverbindliche Auskunft der Denkmalschutzbehörde.

## Baudenkmäler nach Ortsteilen

### Erbshausen
| Lage                                                                              | Objekt                                      | Beschreibung | Akten-Nr.              | Bild           |
| --------------------------------------------------------------------------------- | ------------------------------------------- | --- | ---------------------- | -------------- |
| Erbshausener Straße ()                                                            | Prozessionsaltar                            | Tischsockel mit Inschrift und hoher Aufsatz mit Christkönigrelief, Jugendstil, frühes 20. Jh. | D-6-79-143-77          |                |
| Erbshausener Straße (am westlichen Ortseingang) (Standort)                        | Feldaltar                                   | rundbogig geöffneter Nischenaufsatz mit Kreuzbekrönung, Rückwand mit Relief der Marienkrönung sowie dem Jesuskind inmitten der 14 Nothelfer, auf seitlich ausschwingendem Sockel mit Inschriftenfeld, Sandstein, bezeichnet 1838 | D-6-79-143-23 Wikidata | weitere Bilder |
| Erbshausener Straße 23 (Standort)                                                 | Wegkreuz                                    | Kruzifix auf Tischsockel mit Inschriftenfeld, Sandstein, 19. Jahrhundert | D-6-79-143-16 Wikidata | BW             |
| Erbshausener Straße 35 (Standort)                                                 | Prozessionsaltar                            | Nischenaufsatz mit Kreuzbekrönung, Rückwand mit Hl.-Blut-Relief, auf Tischsockel mit Inschrift, Sandstein, bezeichnet 1907 | D-6-79-143-17 Wikidata | weitere Bilder |
| Erbshausener Straße 39 (Standort)                                                 | Ehemaliges Wohnstallhaus                    | eingeschossiger Fachwerkbau mit Satteldach, im Erdgeschoss verputzt, 18. Jahrhundert | D-6-79-143-18 Wikidata | weitere Bilder |
| Erbshausener Straße 52 (Standort)                                                 | Heiligenfigur                               | Skulptur der Schmerzhaften Muttergottes, Sandstein, 19. Jahrhundert | D-6-79-143-19 Wikidata | weitere Bilder |
| Erbshausener Straße 54 (Standort)                                                 | Hausfigur                                   | Hl. Josef mit Jesuskind, Sandstein, um 1900 | D-6-79-143-63 Wikidata | weitere Bilder |
| Evodiusstraße 5 (Standort)                                                        | Ehemalige Katholische Pfarrkirche St. Alban | profanierte Chorturmkirche, Saalbau mit leicht eingezogenem Chor und Chorturm mit Spitzhelm, Turm 1598, Langhausneubau 1794 | D-6-79-143-20 Wikidata | weitere Bilder |
| Evodiusstraße 5 (Standort)                                                        | Ehemalige Kirchhofmauer                     | Bruchsteinmauerwerk mit Spolien, unter anderem Echter-Wappen, und verwittertem Prozessionsaltar, 17./18. Jahrhundert | D-6-79-143-20 Wikidata | weitere Bilder |
| Herrnstraße (Standort)                                                            | Friedhofskreuz                              | Kruzifix auf Tischsockel mit Schädelstätte, Sandstein, Ende 19. Jahrhundert | D-6-79-143-22 Wikidata | weitere Bilder |
| Herrnstraße 5 (Standort)                                                          | Wohngebäude                                 | zweigeschossiger Satteldachbau mit Fachwerkobergeschoss, frühes 19. Jahrhundert | D-6-79-143-21 Wikidata | weitere Bilder |
| Herrnstraße 5 (Standort)                                                          | Einfriedung                                 | Bruchsteinmauerwerk, gleichzeitig | D-6-79-143-21 Wikidata | BW             |
| Kreisstraße WÜ 4, Straße nach Bergtheim, an der Abzweigung nach Hausen (Standort) | Bildstock                                   | Reliefaufsatz mit Kreuzigungsszene, auf abgefastem Pfeiler über Tischsockel mit Inschriftenfeld, Sandstein, bezeichnet 1749 | D-6-79-143-24 Wikidata | weitere Bilder |

### Fährbrück
| Lage                                                                       | Objekt                                    | Beschreibung | Akten-Nr.              | Bild           |
| -------------------------------------------------------------------------- | ----------------------------------------- | --- | ---------------------- | -------------- |
| Aftergrund; an der Straße nach Fährbrück, ca. 500 m vor dem Ort (Standort) | Bildstock                                 | bezeichnet 1839 | D-6-79-143-14 Wikidata | BW             |
| Aftergrund, an der Straße nach Fährbrück (Standort)                        | Wegkreuz                                  | Kruzifix auf Tischsockel, Sandstein, späthistoristisch, Anfang 20. Jahrhundert                                                                                          | D-6-79-143-67 Wikidata | BW             |
| Flur Auerschlag (Standort)                                                 | Bildstock                                 | Reliefaufsatz mit Pietàdarstellung, auf Pfeiler mit Postament, dort Heiligendarstellungen, über Tischsockel mit Inschriftenkartusche, Sandstein, bezeichnet 1745        | D-6-79-143-65 Wikidata | weitere Bilder |
| Engelried, beim Schindersbrünnle (Standort)                                | Bildstock                                 | Reliefaufsatz mit Kreuzigungsszene, Rückseite mit Hl. Michael (stark verwittert), auf Rundsäule über Tischsockel, bezeichnet 1709                                       | D-6-79-143-58 Wikidata | BW             |
| Fährbrück 1 (Standort)                                                     | Kath. Wallfahrtskirche Mariae Himmelfahrt | barocker Saalbau mit eingezogenem Chor und Chorflankenturm mit Welscher Haube, wohl von Antonio Petrini, 1683–97; mit Ausstattung                                       | D-6-79-143-25 Wikidata | weitere Bilder |
| Fährbrück 1, vor der Kirche (Standort)                                     | Bildstock                                 | Reliefaufsatz mit Kreuzigungsszene, Rückseite mit Hl. Antonius, auf Pfeiler mit Fruchtgehänge, über Postament, Sandstein, bezeichnet 1717                               | D-6-79-143-26 Wikidata | weitere Bilder |
| Fährbrück 1, nördlich der Kirche (Standort)                                | Stationsweg                               | acht Stationen mit figürlichen Relieftafeln mit Motiven aus dem Leben und der Passion Christi, mit neugotischer Rahmung auf Gusseisenständer, 2. Hälfte 19. Jahrhundert | D-6-79-143-13 Wikidata | weitere Bilder |
| Pleichach (Standort)                                                       | Bildhäuschen                              | Aufsatz in Form einer Lourdesgrotte mit Treppengiebelabschluss, auf Sockel mit Inschriftenfeld, Sandstein, historistisch, um 1870                                       | D-6-79-143-66 Wikidata | BW             |

### Hausen
| Lage                                            | Objekt                            | Beschreibung | Akten-Nr.              | Bild           |
| ----------------------------------------------- | --------------------------------- | --- | ---------------------- | -------------- |
| Am Geisberg 1 (Standort)                        | Hoftoranlage                      | mit separater Fußgängerpforte, Sandstein, bezeichnet 1855 | D-6-79-143-1 Wikidata  | BW             |
| Am Wasserhaus, Sommerleite (Standort)           | Bildstock                         | monolithischer Kreuzdachbildstock mit Relief einer Kreuzigungsgruppe über abgefastem Pfeiler mit Wappenrelief, Sandstein, bezeichnet 1629                                                      | D-6-79-143-2 Wikidata  | BW             |
| Fährbrücker Straße (Standort)                   | Wegkreuz                          | Kruzifix auf Tischsockel, darunter in Nische Pietàgruppe, Sandstein, bezeichnet 1816 | D-6-79-143-11 Wikidata | weitere Bilder |
| Fährbrücker Straße 7 (Standort)                 | Kath. Pfarrkirche St. Wolfgang    | Chorturmkirche, Saalbau mit eingezogenem Chor und östlichem Chorturm mit Spitzhelm, im Kern 1603, Langhaus Ende 18. Jahrhundert verändert, später nach Westen verlängert; mit Ausstattung      | D-6-79-143-3 Wikidata  | weitere Bilder |
| Fährbrücker Straße 7; bei der Kirche (Standort) | Kreuzschlepper                    | Figur des kreuztragenden Christus auf Knien, auf erneuertem Pfeiler mit Heiligenreliefs, Sandstein, bezeichnet 1743                                                                            | D-6-79-143-3 Wikidata  | BW             |
| Fährbrücker Straße 11 (Standort)                | Torpfeiler                        | bezeichnet 1791 nicht nachqualifiziert, im Bayerischen Denkmal-Atlas nicht kartiert | D-6-79-143-4 Wikidata  | BW             |
| Fährbrücker Straße 16 (Standort)                | Prozessionsaltar                  | in die Hauswand eingelassen, Nischenaufsatz mit Relief einer Monstranz mit Kreuzbekrönung, auf Tischsockel mit Inschriftenfeld, Sandstein, bezeichnet 1715                                     | D-6-79-143-5 Wikidata  | BW             |
| Friedhofstraße ()                               | Kreuzschlepper und Kriegerdenkmal | Figur des kreuztragenden Christus auf Knien, auf erneuertem Pfeiler mit Heiligenreliefs, Sandstein, bez. 1743; seitlich Gedenksteine für die Gefallenen des Ersten und des Zweiten Weltkrieges | D-6-79-143-76          |                |
| Gramschatzer Straße 5 (Standort)                | Wohngebäude                       | zweigeschossiger, verputzter Krüppelwalmdachbau über hohem Sockel, mit geohrten Fensterrahmungen, im Kern 1749, später teilweise verändert                                                     | D-6-79-143-8 Wikidata  | weitere Bilder |
| Gramschatzer Straße 5 (Standort)                | Maskenstein                       | am Nebengebäude, Sandstein, 17. Jahrhundert | D-6-79-143-8 Wikidata  | BW             |
| Gramschatzer Straße 5 (Standort)                | Prozessionsaltar                  | tabernakelartiger Aufsatz mit Relief der Marienkrönung, auf Tischsockel mit Inschriftenkartusche und seitlichen Voluten, Sandstein, 1760                                                       | D-6-79-143-8 Wikidata  | weitere Bilder |
| Gramschatzer Straße 12 (Standort)               | Prozessionsaltar                  | in die Hauswand eingelassen, Nischenaufsatz mit Relief des Erzengels Michael, auf Tischsockel, Sandstein, 18. Jahrhundert                                                                      | D-6-79-143-9 Wikidata  | weitere Bilder |
| Holzweg 2 a, Sulzwiesener Straße 16 (Standort)  | Relieftafel                       | mit Darstellung des Christuskindes inmitten der 14 Nothelfer, 19. Jahrhundert | D-6-79-143-10 Wikidata | weitere Bilder |
| Jahnstraße 2 (Standort)                         | Sühnekreuze                       | zwei grob gehauene Steinkreuze, mittelalterlich | D-6-79-143-6 Wikidata  | weitere Bilder |
| Kühruh (Standort)                               | Friedhofskreuz                    | Kruzifix auf Tischsockel mit Inschriftenfeld, Sandstein, bezeichnet 1816 | D-6-79-143-7 Wikidata  | BW             |
| Riedener Straße (Standort)                      | Bildstock                         | giebelbedachter Reliefaufsatz mit Christus am Ölberg, auf Pfeiler über Postament, um 1900 | D-6-79-143-12 Wikidata | BW             |

### Jobsthalerhof
| Lage                                                     | Objekt       | Beschreibung | Akten-Nr.              | Bild |
| -------------------------------------------------------- | ------------ | --- | ---------------------- | ---- |
| Schaftrieb; am Flurweg östlich der Holzspitze (Standort) | Bildhäuschen | giebelbedachter Nischenaufsatz mit Kruzifix, auf Tischsockel mit Inschrift, romanisierend, Sandstein, bezeichnet 1898 | D-6-79-143-64 Wikidata | BW   |
| Taschenmesser; beim Hof (Standort)                       | Wegkreuz     | Kruzifix auf Tischsockel mit Inschrift, Sandstein, bezeichnet 1885                                                    | D-6-79-143-28 Wikidata | BW   |

### Rieden
| Lage                                                                              | Objekt                                 | Beschreibung | Akten-Nr.              | Bild           |
| --------------------------------------------------------------------------------- | -------------------------------------- | --- | ---------------------- | -------------- |
| Am Pranger 1 (Standort)                                                           | Ehemaliges Rathaus                     | bis 1731 Sitz des Centgerichtes Eichelberg, eingeschossiger Fachwerkbau mit massivem Bruchsteinsockelgeschoss und Satteldach (letzteres mit östlichem Halbwalm), 1686 (dendrochronologisch datiert) | D-6-79-143-29 Wikidata | weitere Bilder |
| Am Sportplatz 1 (Standort)                                                        | Pforte                                 | barockes, mehrfach profiliertes Türgewände mit Ohrungen, bezeichnet 1779 | D-6-79-143-30 Wikidata | BW             |
| Am Sportplatz 2 (Standort)                                                        | Bildhäuschen                           | abgetreppter Nischenaufsatz mit Lourdesgrotte und Kreuzbekrönung, auf Tischsockel mit Inschrift, Sandstein, bezeichnet 1892                                                                         | D-6-79-143-31 Wikidata | BW             |
| Grundstraße 4 (Standort)                                                          | Mühle                                  | sogenannte Mittlere Mühle, 18. Jahrhundert | D-6-79-143-32 Wikidata | BW             |
| Grundstraße 8 (Standort)                                                          | Wappen- und Grenzsteine                | eingemauert | D-6-79-143-33 Wikidata | BW             |
| Hauptstraße 1 (Standort)                                                          | Wegkreuz                               | Kruzifix auf Postament mit Inschriftenfeld, darauf Figur der Muttergottes, Sandstein, bezeichnet 1872                                                                                               | D-6-79-143-45 Wikidata | BW             |
| Hauptstraße 7 (Standort)                                                          | Bildstock                              | Reliefaufsatz mit Kreuzigungsszene, Rückseite mit Dreifaltigkeit, auf Pfeiler über Tischsockel, Sandstein, bezeichnet 1718                                                                          | D-6-79-143-34 Wikidata | weitere Bilder |
| Hauptstraße 13 ()                                                                 | Pforte                                 | Eingangstüre mit Wappen, frühes 18. Jahrhundert nicht nachqualifiziert, im Bayerischen Denkmal-Atlas nicht kartiert                                                                                 | D-6-79-143-35 Wikidata |                |
| Hauptstraße 19 ()                                                                 | Hausfigur                              | in Form einer Bildstocknische mit Pietà, 18. Jahrhundert nicht nachqualifiziert, im Bayerischen Denkmal-Atlas nicht kartiert                                                                        | D-6-79-143-36 Wikidata |                |
| Hauptstraße 25 (Standort)                                                         | Prozessionsaltar                       | kuppelbedachter Reliefaufsatz mit Marienkrönung und Hl. Ottilie, auf Tischsockel mit Inschriftenkartusche, Sandstein, bezeichnet 1837                                                               | D-6-79-143-54 Wikidata | BW             |
| Hauptstraße 27 (Standort)                                                         | Wappenstein                            | in die Hofmauer integriert, Sandstein, bezeichnet 1591 | D-6-79-143-38 Wikidata | BW             |
| Hauptstraße 28 (Standort)                                                         | Bildstock                              | Skulptur des Hl. Valentinus mit Pestkrankem, auf Säule über Tischsockel mit Inschriftenkartusche, Sandstein, bezeichnet 1770                                                                        | D-6-79-143-39 Wikidata | BW             |
| Hauptstraße 28 (Standort)                                                         | Figur des Guten Hirten                 | im Hof, 2. Hälfte 19. Jahrhundert | D-6-79-143-39 Wikidata | BW             |
| Hauptstraße 38 (Standort)                                                         | Prozessionsaltaraufsatz                | baldachinbekrönter Reliefaufsatz mit Pietàdarstellung, Sandstein, 18. Jahrhundert | D-6-79-143-40 Wikidata | weitere Bilder |
| Hauptstraße 40 (Standort)                                                         | Hausfigur                              | Skulptur der Maria Immaculatà, Holz, 18. Jahrhundert | D-6-79-143-41 Wikidata | BW             |
| Hauptstraße 45 (Standort)                                                         | Hofanlage Ehemaliger Gasthof Zum Stern | zweigeschossiger, verputzter Satteldachbau mit Fachwerkobergeschoss, bezeichnet 1819 | D-6-79-143-42 Wikidata | weitere Bilder |
| Hauptstraße 45 (Standort)                                                         | Tor- bzw. Saalbau                      | zweigeschossiger, verputzter Satteldachbau mit Fachwerkobergeschoss, sowie Hoftor und separater Pforte, bezeichnet 1833                                                                             | D-6-79-143-42 Wikidata | BW             |
| Hauptstraße 45 (Standort)                                                         | Wirtshausschild                        | frühes 19. Jahrhundert | D-6-79-143-42 Wikidata | BW             |
| Hauptstraße 45 (Standort)                                                         | Nebengebäude                           | | D-6-79-143-42 Wikidata | BW             |
| Hauptstraße 48 (Standort)                                                         | Prozessionsaltar                       | Nischenaufsatz mit Dreifaltigkeitsrelief, Aufsatz mit Kreuztragungsrelief, auf Tischsockel mit verwitterter Inschriftenkartusche, Sandstein, bezeichnet 1721                                        | D-6-79-143-43 Wikidata | BW             |
| Hauptstraße 55 (Standort)                                                         | Hoftor                                 | 18. Jahrhundert nicht nachqualifiziert, im Bayerischen Denkmal-Atlas nicht kartiert | D-6-79-143-44 Wikidata | BW             |
| Kirchbergstraße 6 (Standort)                                                      | Bildstockaufsatz                       | Relief mit Christuskind inmitten der 14. Nothelfer, Sandstein, 18. Jahrhundert | D-6-79-143-48 Wikidata | weitere Bilder |
| Kirchbergstraße 6 (Standort)                                                      | Hausmadonna                            | 18. Jahrhundert | D-6-79-143-48 Wikidata | BW             |
| Kirchbergstraße 10 (Standort)                                                     | Katholische Pfarrkirche St. Ottilia    | Chorturmkirche, Turm von 1593, über spätromanischem Rumpf, Langhaus 1614, 1823 erweitert; mit Ausstattung                                                                                           | D-6-79-143-49 Wikidata | weitere Bilder |
| Kirchbergstraße 10 (Standort)                                                     | Kreuzweg                               | zwölf Stationen, Nischenaufsatz mit figuralen Reliefs und Kreuzbekrönung auf Sockel, neugotisch, 2. Hälfte 19. Jahrhundert                                                                          | D-6-79-143-49 Wikidata | weitere Bilder |
| Kirchbergstraße 10 (Standort)                                                     | Kriegerdenkmal                         | für die Gefallenen des Ersten Weltkrieges, später erweitert, pavillonartiger Bau mit Säulen und Glockendach, darin Holzpietà, um 1920                                                               | D-6-79-143-49 Wikidata | weitere Bilder |
| Kirchbergstraße, bei Nr. 12 (Standort)                                            | Bildhäuschen                           | auf Pfeilern getragener, offener Nischenaufsatz mit Muttergottesrelief, auf erneuertem Tischsockel, Sandstein, bezeichnet 1711                                                                      | D-6-79-143-47 Wikidata | weitere Bilder |
| Kirchbergstraße 18; Einmündung Schulstraße (Standort)                             | Bildstock                              | Reliefaufsatz mit Dreifaltigkeitsdarstellung und Eisenkreuzbekrönung, auf Säule über Tischsockel, Sandstein, Kapitell bezeichnet 1698, Sockel bezeichnet 1872                                       | D-6-79-143-51 Wikidata | weitere Bilder |
| Nähe Kirchbergstraße (Standort)                                                   | Bildstock                              | Reliefaufsatz mit Dreifaltigkeitsdarstellung, Rückseite mit Hl. Sebastian, auf Säule mit Puttorelief über Tischsockel, Sandstein, bezeichnet 1697                                                   | D-6-79-143-50 Wikidata | weitere Bilder |
| Nähe Kirchbergstraße (Standort)                                                   | Bildstock                              | Reliefaufsatz mit Dreifaltigkeit und Kreuzbekrönung, auf erneuertem Schaft, über Sockel, Sandstein, 18. Jahrhundert                                                                                 | D-6-79-143-37 Wikidata | BW             |
| Läusbühl; am Ortsausgang nach Eßleben (Standort)                                  | Bildstock                              | mit vierseitigem Kreuzdachaufsatz mit Kreuzigungsszene und Heiligen-Darstellungen, auf Rundsäule mit Stiftungsinschrift, bezeichnet 1616, über Tischsockel, bezeichnet 1838                         | D-6-79-143-56 Wikidata | BW             |
| Lindenstraße 23 (Standort)                                                        | Hoftoranlage                           | mit separater Fußgängerpforte mit neugotischer Bauzier, Sandstein, bezeichnet 1868 | D-6-79-143-68 Wikidata | BW             |
| Lindenstraße 23 (Standort)                                                        | Hausmadonna                            | 2. Hälfte 19. Jahrhundert | D-6-79-143-68 Wikidata | BW             |
| Lindenstraße 23 (Standort)                                                        | Kruzifix                               | 18. Jahrhundert | D-6-79-143-68 Wikidata | BW             |
| Mühlgrund; ca. 100 m vor der Unteren Mühle (Standort)                             | Wegkreuz                               | bezeichnet 1725 | D-6-79-143-55 Wikidata | BW             |
| Nägeleinsee; ca. 100 m nördlich des Seebachs auf dem alten Seebachdamm (Standort) | Wegkreuz                               | bezeichnet 1787 | D-6-79-143-57 Wikidata | BW             |
| Nähe Hauptstraße (Standort)                                                       | Bildstock                              | mit Pietà und Kreuzschlepper, bezeichnet 1730 | D-6-79-143-69 Wikidata | BW             |
| Obere Straße 1 (Standort)                                                         | Bildhäuschenaufsatz                    | rundbogiger Nischenaufsatz mit Relief des Erzengels Michael und Kreuzbekrönung, Sandstein, 18. Jahrhundert                                                                                          | D-6-79-143-52 Wikidata | BW             |
| Triebweg; westlich des Ortes auf der Böschung des Triebweges (Standort)           | Bildstock                              | Reliefaufsatz mit Dreifaltigkeitsdarstellung, Rückseite mit Pietà, auf Pfeiler über Tischsockel, neugotisch, Sandstein, bezeichnet 1864                                                             | D-6-79-143-61 Wikidata | BW             |

### Unterhof
| Lage                  | Objekt       | Beschreibung | Akten-Nr.              | Bild |
| --------------------- | ------------ | --- | ---------------------- | ---- |
| Unterhof 1 (Standort) | Bildhäuschen | Nischenaufsatz mit Kreuzbekrönung und neugotischer Zier, darin Marienfigur, auf Tischsockel, Sandstein, bezeichnet 1879 | D-6-79-143-62 Wikidata | BW   |